# Аркадий (име)
Аркадий е славянско мъжко собствено име.
1. Произхожда от гръцката дума „аркадос“ – жител на Аркадия, ном (окръг) в Гърция, в превод от старогръцки „пастир“.
2. Идва от латинското arcadius.

## Личности с това име
- Аркадий Гайдар – руски писател
- Аркадий Стругацки – руски писател
- Аркадий – византийски император
- Аркадий Фидлер – полски писател и пътешественик
- Аркадий Рилов – руски художник
- Аркадий Найдич – немски шахматист
- Аркадий от Антиохия – гръцки граматик
- Аркадий II – монотелитски кипърски патриарх